# 一碘化铝
一碘化铝为铝的一种碘化物，化学式为AlI，室温下不稳定而歧化：
6 AlI → Al2I6 + 4 Al
一碘化铝与三乙胺生成环状加合物Al4I4(NEt3)4。